# Lane Pederson
Lane Pederson (* 4. August 1997 in Saskatoon, Saskatchewan) ist ein kanadischer Eishockeyspieler, der seit Juli 2023 bei den Edmonton Oilers aus der National Hockey League (NHL) unter Vertrag steht und dort auf der Position des Centers spielt.

## Karriere
Pederson verbrachte seine Juniorenkarriere zwischen 2014 und 2017 in der Western Hockey League (WHL), einer der drei großen kanadischen Juniorenligen im System der Canadian Hockey League (CHL). Nachdem der Stürmer dort im Mai 2013 einen Vertrag bei den Seattle Thunderbirds unterschrieben hatte, blieb er noch ein weiteres Jahr in der U18-Mannschaft der Saskatoon Blazers und absolvierte in der Saison 2013/14 lediglich zwei Spiele für die Thunderbirds. Ab der Spielzeit 2014/15 gehörte Pederson schließlich fest zum Kader der Thunderbirds und sammelte 20 Scorerpunkte in seinem Rookiejahr. Vor dem Start Saison 2015/16 wurde der Kanadier innerhalb der Liga zu den Red Deer Rebels transferiert. Den Rebels gehörte er allerdings nur etwa vier Monate an, da er im Dezember 2015 bereits wieder Teil eines Transfergeschäfts war. Gemeinsam mit mehreren Wahlrechten im Draft wurde Pederson im Tausch für Jake DeBrusk zu den Swift Current Broncos geschickt. Dort beendete er im Sommer 2017 das letzte Jahr seiner Juniorenkarriere, das er mit 72 Punkten in 74 Einsätzen abschloss.
Ungedraftet wechselte der 20-Jährige im Sommer 2017 in den Profibereich, nachdem er im Oktober des Vorjahres einen Vertrag bei den Arizona Coyotes aus der National Hockey League (NHL) unterschrieben hatte. Die Coyotes setzten den Offensivspieler in der American Hockey League (AHL) ein, wo er für deren Farmteam, die Tucson Roadrunners, auflief. Pederson gehörte nahezu vier Jahre zum Stammkader der Roadrunners, ehe er in der Spielzeit 2020/21 sein NHL-Debüt für die Coyotes feierte. Zwischen April und Mai 2021 stand er dort in insgesamt 15 Spielen auf dem Eis, ehe er Ende Juli desselben Jahres im Tausch für ein Viertrunden-Wahlrecht im NHL Entry Draft 2024 an die San Jose Sharks abgegeben wurde. Bei den Sharks unterzeichnete Pederson umgehend einen Zweijahresvertrag. Bereits nach Ablauf des ersten Vertragsjahres wechselte Pederson im Rahmen eines Transfergeschäfts gemeinsam mit Brent Burns zu den Carolina Hurricanes. Im Gegenzug erhielten die Sharks die Spieler Steven Lorentz und Eetu Mäkiniemi sowie ein konditionales Drittrunden-Wahlrecht im NHL Entry Draft 2023. Viereinhalb Monate später – und nach nur vier Einsätzen für Carolinas AHL-Kooperationspartner Chicago Wolves – wurde der Kanadier durch einen erneuten Transfer an die Vancouver Canucks abgegeben. Gemeinsam wechselte Ethan Bear im Tausch für ein Fünftrunden-Wahlrecht im NHL Entry Draft 2023 dorthin.
In Vancouver war Pederson bis Ende Januar 2023 aktiv, als er über den Waiver zu den Columbus Blue Jackets gelangte. Von dort wiederum schloss er sich im Juli 2023 als Free Agent den Edmonton Oilers an.

### International
Für seine Heimatregion nahm Pederson mit dem Team Canada Western an der World U-17 Hockey Challenge im Januar 2014 teil. Dabei erreichte er mit der Mannschaft den neunten Rang von zehn Mannschaften. In fünf Turniereinsätzen bereitete der Angreifer dabei drei Tore vor.

## Karrierestatistik
Stand: Ende der Saison 2023/24

### International
Vertrat Kanada bei:
- World U-17 Hockey Challenge Januar 2014

(Legende zur Spielerstatistik: Sp oder GP = absolvierte Spiele; T oder G = erzielte Tore; V oder A = erzielte Assists; Pkt oder Pts = erzielte Scorerpunkte; SM oder PIM = erhaltene Strafminuten; +/− = Plus/Minus-Bilanz; PP = erzielte Überzahltore; SH = erzielte Unterzahltore; GW = erzielte Siegtore; 1 Play-downs/Relegation; Kursiv: Statistik nicht vollständig)